# Ereade (Ippotontide)
Ereade (in greco antico: Ἐροιάδαι?, Eroiádai) era un demo dell'Attica situato probabilmente presso la moderna Chaidari, anche se alcuni storici lo collocano vicino nel versante nord-occidentale del monte Imetto.